# Galago (périodique)
Pour les articles homonymes, voir Galago (homonymie).
Galago est un magazine de bande dessinée humoristique suédois fondé en 1979. Propriété de l'éditeur Ordfront (sv), il paraît quatre fois par an.

## Historique
Le magazine est créé en 1979 par Rolf Classon, Olle Berg (sv), Kerold Klang (sv) et Joakim Pirinen, et s'inspire des comics underground américains tels que Zap Comix de Robert Crumb.